# Hope You Do
Hope You Do è un brano musicale del cantante statunitense Chris Brown, tratto dal suo ottavo album Heartbreak on a Full Moon, pubblicato come singolo promozionale il 27 ottobre del 2017.

## Il brano

### Composizione musicale
Hope You Do è una slow-jam prettamente R&B, con una esibizione vocale che si fonde con una strumentale atmosferica e lunatica, basata su un campionamento vocale modificato del brano del 1999 Where I Wanna Be, di Donell Jones.

### Tema lirico
Nel brano Brown assume il ruolo di un ragazzo reduce da una serata dove ha bevuto tanto, ed essendo irrimediabilmente infatuato per una ragazza la approccia con un lieve senso di presagio, poiché sa che il successo nel corteggiare la donna su cui ha posato gli occhi potrebbe essere un'ambizione elevata, ma l'incoraggiamento dell'alcol riesce a portarlo ad avere successo garantendogli una nottata di sesso.

## Video musicale
Il video musicale di Hope You Do è stato diretto da Brown assieme a Daniel CZ, e pubblicato il 6 giugno del 2018.

### Sinossi
Il video, completamente girato in bianco e nero, mostra il cantante vestito con giacca lunga, jeans ed un borsalino, che nelle scene di apertura, esegue le sue mosse di ballo distintive sulle scale di un magazzino a più piani, procedendo fino ad arrivare in tunnel della 2nd Street nel centro di Los Angeles con una squadra di ballerine continuando la coreografia.

## Classifiche
| Classifica (2017-18)      | Posizione massima |
| ------------------------- | ----------------- |
| Australia                 | 80                |
| Stati Uniti               | 88                |
| Stati Uniti (R&B/hip-hop) | 33                |